# Franz Duncker
Franz Gustav Duncker, född 4 juni 1822 i Berlin, död där 18 juni 1888, var en tysk politiker och tidningsman. Han var son till Carl Friedrich Wilhelm Duncker och bror till Maximilian och Alexander Duncker.
Duncker bedrev en omfattande bokförläggarverksamhet och utgav bland annat den spridda tidningen "Volkszeitung" (sedan 1853), och deltog från 1848 med iver i alla de rörelser, vilka syftade till införandet av en liberal och nationell anda i Tysklands och särskilt Preussens politik. 
Tillsammans med bland andra Hermann Schulze-Delitzsch och Rudolf Virchow grundade han 1861 Deutsche Fortschrittspartei. I preussiska lantdagen och i Nordtyska förbundets samt tyska riksdagen var han en av detta partis främsta företrädare och inlade såväl där som under sin journalistiska verksamhet mycket stor förtjänst i fråga om förbättrandet av arbetarklassens villkor.  År 1869 tog han, tillsammans med Max Hirsch initiativet till bildandet av de så kallade Hirsch-Dunckerschen Gewerkvereine. Han sålde 1877 sitt bokförlag och drog sig från riksdag och lantdag tillbaka till privatlivet.